# Walter af Jochnick
Carl Henrik Walter af Jochnick, född den 7 december 1825 på Skålltorp, Vings socken, Skaraborgs län, död den 16 augusti 1899 på Karlberg, var en svensk matematiker och läroboksförfattare. Han var bror till Anton af Jochnick och farbror till Adolf af Jochnick.
af Jochnick utnämndes till underlöjtnant vid Göta artilleriregemente 1846, lämnade krigstjänsten som löjtnant 1854 och promoverades till filosofie magister (ultimus) 1857. Han var 1858–1874 lektor i matematik vid Krigsakademien (Karlberg) och 1874 lärare i matematik och mekanik vid Artilleri- och ingenjörhögskolan. Hans många läroböcker, av vilka kan nämnas de, som framställer de första grunderna till Analytiska geometrien (1860), Theoretiska mekaniken (1861), Fysiken (1867), Kemien och geologien (samma år), vidare Geometriska teoremer och konstruktionsproblemer (1865), Det vigtigaste af eqvationsläran (1878), Det vigtigaste af differential- och integralräkningen (1879; 2:a upplagan 1900), Les formes principales des lignes du troisième degré (1887), Grunderna för sannolikhetsräkningen (1888), Matematiska formler (1896) och Lärobok i matematik vid Kongl. krigsskolan (samma år), vann stor spridning.